# Taczki
Taczki (deutsch Tatzken) ist ein Dorf in der polnischen Woiwodschaft Ermland-Masuren, das zur Gmina Prostki (Landgemeinde Prostken) im Powiat Ełcki (Kreis Lyck) gehört.

## Geographische Lage
Traczki liegt 400 Meter nördlich des Dybower Sees (1938 bis 1945 Diebauer See, polnisch Jezioro Dynowskie) im südlichen Osten der Woiwodschaft Ermland-Masuren. Die einstige Kreisstadt Johannisburg (polnisch Pisz) befindet sich 32 Kilometer in südwestlicher Richtung, und die jetzige Kreismetropole Ełk (deutsch Lyck) ist 15 Kilometer in nordöstlicher Richtung entfernt.

## Geschichte
Das nach 1579 Statzken und nach 1818 Taczken genannte kleine Dorf wurde 1507 gegründet und bestand aus ein paar kleinen Höfen und Gehöften. 
Im Jahre 1874 kam das Dorf zum neu errichteten Amtsbezirk Großrosen.
Im Jahr 1910 waren in Tatzken 61 Einwohner registriert. Ihre Zahl stieg bis 1933 auf 84 und belief sich 1939 auf 80.
Aufgrund der Bestimmungen des Versailler Vertrags stimmte die Bevölkerung im Abstimmungsgebiet Allenstein, zu dem Tatzken gehörte, am 11. Juli 1920 über die weitere staatliche Zugehörigkeit zu Ostpreußen (und damit zu Deutschland) oder den Anschluss an Polen ab. In Tatzken stimmten 60 Einwohner für den Verbleib bei Ostpreußen, auf Polen entfiel keine Stimme.
In Kriegsfolge kam Tatzken 1945 mit dem gesamten südlichen Ostpreußen zu Polen und erhielt die polnische Namensform „Taczki“. Heute ist das Dorf Sitz eines Schulzenamtes (polnisch Sołectwo) und als solches eine Ortschaft im Verbund der Landgemeinde Prostki (Prostken) im  Powiat Ełcki (Kreis Lyck), bis 1998 der Woiwodschaft Suwałki, seither der Woiwodschaft Ermland-Masuren zugeordnet.

## Religionen
Vor 1945 war Tatzken in die evangelische Kirche Groß Rosinsko in der Kirchenprovinz Ostpreußen der Kirche der Altpreußischen Union sowie in die römisch-katholische Kirche in Johannisburg (polnisch Pisz) im Bistum Ermland eingepfarrt.
Heute gehört Taczki katholischerseits zur Pfarrei in Rożyńsk Wielki im Bistum Ełk der Römisch-katholischen Kirche in Polen. Die evangelischen Einwohner halten sich zu den Kirchengemeinden in Biała Piska (Bialla, 1938 bis 1945 Gehlenburg) bzw. in Ełk (Lyck), beides Filialgemeinden der Pfarrei in Pisz (Johannisburg) in der Diözese Masuren der Evangelisch-Augsburgischen Kirche in Polen.

## Verkehr
Tazcki liegt ein wenig abseits vom Verkehrsgeschehen an der Nebenstraße 1678N, die Rożyńsk Wielki (Groß Rosinsko, 1938 bis 1945 Großrosen) über Ciernie (Czernien, 1930 bis 1945 Dornberg) mit Marchewki (Marchewken, 1926 bis 1945 Bergfelde) verbindet. Eine Bahnanbindung besteht nicht.